# Архипиита Кёльнский
Архипии́та Кёльнский (лат. Archipoeta; между 1125 и 1135 — после 1165) — поэт-вагант XII века.
Имя, под которым Архипиита вошёл в историю литературы, представляет собой псевдоним, возможно, иронический либо отражающий реальное признание поэтических заслуг. Настоящее имя неизвестно ни из документов, ни из принадлежащих автору сочинений. Достоверно известные обстоятельства его жизни малочисленны и реконстрируются исключительно по тем сведениям, которые сообщает сам поэт. В стихах Архипиита говорит о своём рыцарском происхождении и службе у Райнальда фон Дасселя — архиепископа Кёльнского и канцлера Фридриха Барбароссы и упоминает Салерно, где он, возможно, учился в университете.
Архиипиите Кёльнскому принадлежит десять стихотворений различного содержания. Самым известным из них является «Исповедь», одна из вершин средневековой лирики, принадлежащая к заложенной Августином исповедальной традиции и в то же время пронизанная характерными для вагантской поэзии сатирическими и гедонистическими мотивами.
На русский язык стихи Архипииты переводили О. Румер, Л. Гинзбург и М. Гаспаров.

## Архипиита в европейской культуре
- Фрагмент «Исповеди» используется в кантате К. Орффа Carmina Burana.
- Архипиита выведен в качестве второстепенного персонажа в романе Умберто Эко «Баудолино» (2000 год).